# Glycerine
«Glycerine» es el cuarto sencillo del álbum Sixteen Stone de la banda post-grunge Bush. Alcanzó el número 28 de la lista Billboard Hot 100.

## Video
El video tuvo poca difusión debido a la expiración de los visados del grupo durante su gira en los Estados Unidos. El video obtuvo mucha aclamación por la audiencia y ganó numerosos premios, como el MTV Video Music Award-Viewer's Choice del MTV Video Music Awards de 1996.

## Interpretación en Woodstock
Esta canción además fue interpretada solo por Gavin Rossdale en Woodstock 99 a pesar de la fuerte tormenta. Él había insistido en tocar por las personas que habían ido a ver a Bush. El video de su interpretación fue difundido en MTV.

## Trivia
Este tema es interpretado por Homer Simpson y su grupo Sadgasm en el episodio That 90's Show versionado como Margerine.
- Datos: Q2887099